# رقصة البطريق
رقصة البطريق هي رقصة مأخوذة من فيلم (الأقدام المرحة (Happy Feet هابي فييت) واصبحت تلك الرقصة منتشرة في حفلات الزفاف وتُأدى تلك الرقصة بوقوف المشاركين بها صفا واحدا ويقوم كل شخص بأمساك خصر من امامه وعلى موسيقى فيلم (البطاريق) يمضون في تأدية حركات متناسقة، حيث تبدأ بركلتين سريعتين إلى اليسار ثم إلى اليمين ثم قفزة صغيرة إلى الامام تليها قفزة ثانية إلى الخلف لتنتهى بثلاث قفزات إلى الامام مرة أخرى.وهي من اصل فرنسى. 
ويعود أصل رقصة «البطريق» لعام 1956، حيث ظهرت عبر برنامج تلفزيوني ألماني لتعليم الرقص، وإن كانت الموسيقى تختلف حينها نوعاً ما إلا أن الرقصة مطابقة تماماً لما هي عليه الآن.